# Walery Przyborowski

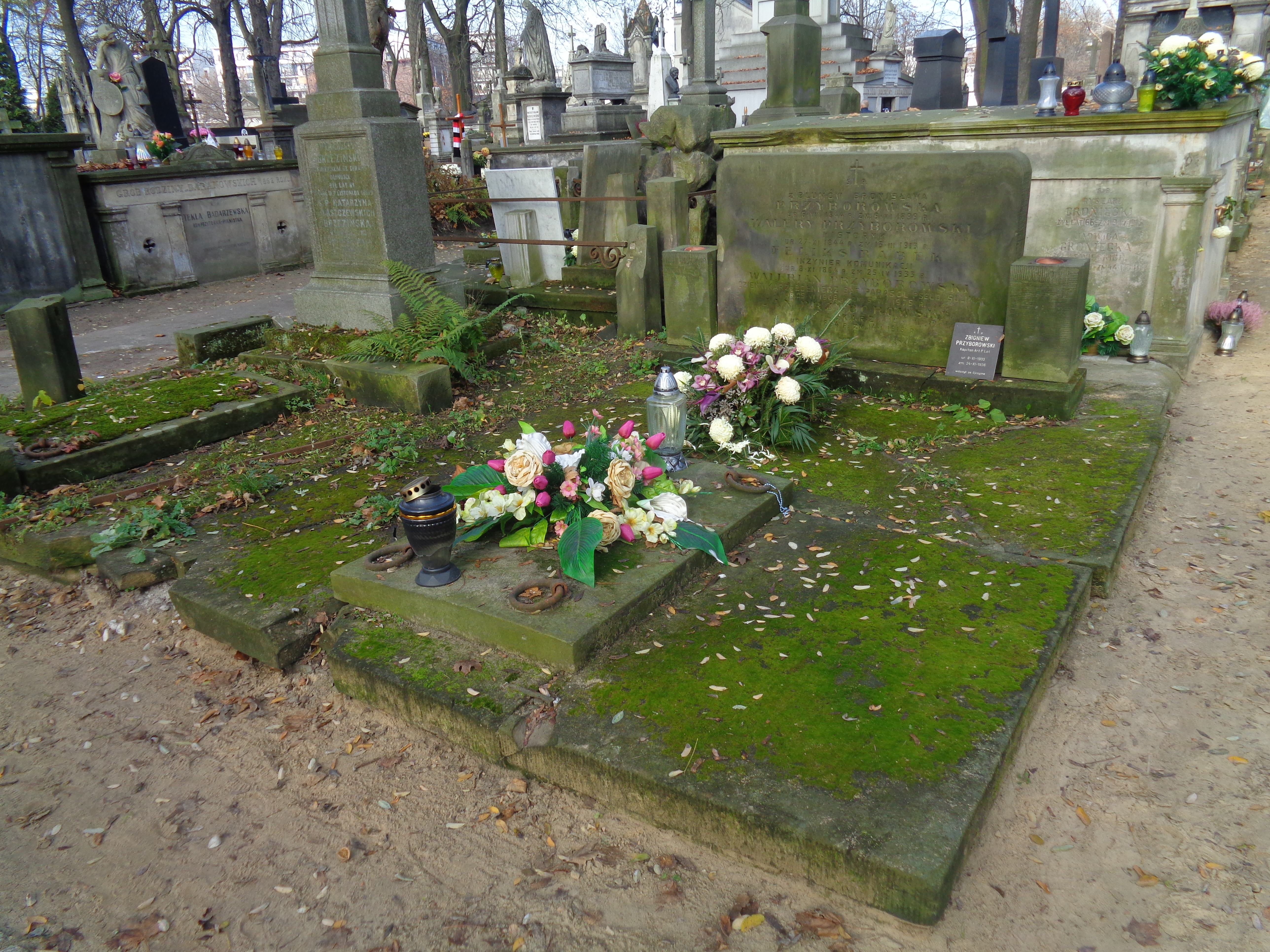
Grób Walerego Przyborowskiego na cmentarzu Powązkowskim (2018)

Walery Zygmunt Lucjan Przyborowski, ps. „Zygmunt Lucjan Sulima”, „Żelisław Krzywda" oraz "Wanda L." (ur. 27 listopada 1845 w Domaszowicach, zm. 13 marca 1913 w Warszawie) – polski historyk, pisarz, uczestnik powstania styczniowego (1863–1864).

## Życiorys
Syn Ignacego Przyborowskiego herbu Sulima (stąd jeden z pseudonimów pisarza) i Tekli z domu Biechońskiej. Przyborowski urodził się w rodzinie ziemiańskiej, ojciec był powstańcem listopadowym, następnie księdzem katolickim, który dokonał konwersji na luteranizm. Uczył się w szkole elementarnej i gimnazjum w Kielcach, a następnie Radomiu, gdzie uczył się w rosyjskim gimnazjum rządowym męskim. Uczestniczył w powstaniu styczniowym walcząc w oddziałach Mariana Langiewicza i Zygmunta Chmieleńskiego, następnie ranny przedostał się do Krakowa, a potem do Królestwa Polskiego. Jego udział w walkach nie jest jednak udokumentowany i był później podawany w wątpliwość przez jego kuzyna, który służył jako oficer pod komendą Chmieleńskiego. Po upadku powstania był przez kilka miesięcy więziony przez władze carskie. W 1865 powrócił do Radomia w celu ukończenia gimnazjum. Po studiach na Wydziale Filozoficzno-Historycznym w warszawskiej Szkole Głównej współpracował z różnymi czasopismami. W 1867 podjął współpracę  z "Przeglądem Tygodniowym" jako redaktor kroniki zagranicznej. W latach 1870–73 współpracował z czasopismami "Opiekun Domowy" oraz "Wiek". W 1872 ożenił się z zamożną wdową Barbarą Blum, pochodzenia niemieckiego (co stało w opozycji do antyniemieckich poglądów pisarza i wydźwięku jego powieści). Mieszkali w kamienicy pod adresem Podwale 12 i doczekali się pięciorga dzieci. W 1880 został kierownikiem "Kuriera Codziennego", trzy lata później redaktorem "Echa". W latach 1885–1886 redagował założone przez siebie pismo „Chwila” (początkowo dziennik, później tygodnik), w którym głosił hasła współpracy z Rosją na gruncie panslawizmu w celu odzyskania niepodległości, odrzucając także pracę organiczną. Z powodu swoich poglądów przysporzył sobie wielu przeciwników. W 1897 próbował ponownie pokierować ruchem ugodowym przy okazji wizyty cara Mikołaja II w Warszawie. Po śmierci Barbary Blum w 1900 ożenił się po raz drugi z Jadwigą Sokołowską i przeniósł się do Radomia. Od 1905 był nauczycielem gimnazjalnym w tym mieście, gdzie uczył historii i literatury w Szkole Handlowej. Z drugiego związku małżeńskiego narodził się syn Walery (1908-75), późniejszy powstaniec warszawski. Przyborowscy mieszkali w Radomiu przy ul. Lubelskiej, a następnie Reja 4. W tych czasach Walery Przyborowski współpracował z Gazetą Radomską, a od 1902 z lwowskim Kwartalnikiem Historycznym.
Jako powieściopisarz debiutował w 1869. Opublikował również kilka ważnych prac historycznych dotyczących powstania styczniowego: Historia dwóch lat 1861/62 (1892–1896), Ostatnie chwile powstania styczniowego (1887–1888), Dzieje 1863 r. (1897), częściowo na podstawie otrzymanych lub zakupionych archiwów.
W młodości opublikował pod pseudonimem "Wanda L.": cykl artykułów o emancypacji kobiet, publikowanych w Przeglądzie Tygodniowym.
Ogromną popularność zyskały powieści historyczno-przygodowe dla młodzieży (publikowane często pod pseudonimem Zygmunt Lucjan Sulima), które przypominały wydarzenia narodowej historii i budziły świadomość narodową, m.in.: Bitwa pod Raszynem (1881), Szwoleżer Stach (1900), Szwedzi w Warszawie (1901), Upiory (1902), Noc styczniowa (1903), Rycerz bez skazy i trwogi (1913). Pod pseudonimem Zygmunta Lucjana Sulimy wydał Pamiętnik powstańca z 1863 roku oraz Wspomnienia ułana z 1863 roku. Pisał także wielotomowe dzieła historyczne na ten temat. Pisarz umieszczał także akcję swoich utworów literackich na Kielecczyźnie. Był niezwykle płodnym pisarzem, publikującym po kilka powieści rocznie. Aktualnie znanych jest ok. 100 powieści Przyborowskiego (głównie historycznych), ale wciąż odkrywane są nowe publikowane wcześniej tylko w regionalnych czasopismach (np. Krew nie wietrzeje).
Po publikacji antycarskich książek Grom Maciejowski i Reduta Woli został pociągnięty do odpowiedzialności karnej, w sprawie której w 1910 został uniewinniony, lecz w lutym 1912 wyrok ten uchylono i wyrokiem izby sądowej w Warszawie pisarz został skazany na karę sześciu miesięcy więzienia, zamienionej potem na areszt domowy ze względu na zły stan zdrowia Przyborowskiego.
Zmarł 13 marca 1913. Został pochowany na cmentarzu ewangelickim w Warszawie, następnie przeniesiony na cmentarz Powązkowski (kwatera 180-5-28).

## Twórczość literacka – powieści kryminalne
Przyborowski jest uważany za pierwszego autora i twórcę polskiej powieści kryminalnej. Łącznie jest znanych jedenaście jego powieści kryminalnych. Pierwsze tytuły o tej tematyce publikował już w drugiej połowie lat 70. XIX w.: Noc z 3 na 4 grudnia (1875), Liść akacji (1876) oraz Czerwona skrzynia (1877). Twórca tzw. kryminału dworkowego, w którym akcja powieści dzieje się na polskiej prowincji, w majątkach szlacheckich, najczęściej na Kielecczyźnie (skąd pochodził autor), w zaborze rosyjskim. Do tej grupy należą przede wszystkim powieści kryminalne z lat 70. XIX w. Akcja powieści z lat 80. i 90. XIX w. rozgrywa się już najczęściej w Warszawie, stąd te powieści określane są mianem "warszawskich".
Wspólną cechą powieści kryminalnych Przyborowskiego było osadzenie ich akcji w przeszłości, najczęściej w 1 połowie XIX w., np. w czasach wojen napoleońskich lub tuż po. W twórczości kryminalnej przejawiają się elementy grozy, zaczerpnięte z literatury romantycznej, tajemnicze ukryte skarby, zjawy, szkielety, ruiny zamków, podziemia.
Najstarsze dwie powieści mają dopisek: "z akt sądowych", czym autor chciał prawdopodobnie uwiarygodnić historie w oczach czytelników.
Wczesna powieść Czerwona skrzynia (1877) ma wydźwięk antymasoński.
Rubin wezyrski (1880) jest powieścią historyczną z elementami powieści kryminalnej, aktualnie jest zaliczany przez badaczy do powieści kryminalnej. Istotny wątek kryminalny znajduje się również w osadzonej w XVII w. podczas wojen polsko-tureckich powieści Widmo Ibrahima (1899).
Przełomowym tytułem jest Szkielet w domu (1887), w którym po raz pierwszy w polskiej literaturze autor zastosował suspens (zawieszenie akcji pod koniec odcinka/rozdziału).
Wśród powieści kryminalnych wyróżnia się Widmo na Kanonii (1891), zawierające jeden z najlepszych opisów gwary złodziejskiej w Warszawie końca XIX w..
Większość powieści drukowana była w odcinkach, najwięcej w Gazecie Kieleckiej. Przez lata nie miały one wydań książkowych. Dopiero w ostatnich latach część z nich ukazała się drukiem oraz jako wydania audio.
Wśród możliwych inspiracji dla powieści kryminalnych Walerego Przyborowskiego wskazuje się Edgara Allana Poego (Zabójstwo przy Rue Morgue), francuskiego pisarza Emile Gaboriau (Gdzie winowajca?, Agent policyjny, Niewolnicy paryscy), jak i angielskiego pisarza Williama Wilkie Collinsa.

## Publikacje

### Powieści historyczne
- Wspomnienia ułana z 1863 roku Cz. 1 (1874);
- Aryanie. Powieść historyczna z XVII wieku (książkowo 1875; Gazeta Kielecka 1899);
- Przygody Pana Krzysztofa Wiszowatego na obczyźnie (1877 w odcinkach, wydanie książkowe 2018[16]);
- Sokół królewski. Powieść historyczna z czasów Zygmunta Augusta (1877 Przegląd Tygodniowy, 1886 Gazeta Kielecka, wyd. książkowe 1901)
- Najazd o cześnikównę. Powieść z XVII wieku według notatek imci Pana Niemiry (1878, wznowienie 2025[17])
- Wspomnienia ułana z 1863 roku Cz. 2 (1878);
- Krwawa noc. Powieść z powstania styczniowego (1878 w odcinkach, wydanie książkowe 2017[18]);
- Skarby fukierowskie (1878 Kurier Warszawski, wyd. książkowe jako Skarby pradziadowskie 1904; wznowienie 2024[19])
- Oblężenie Warszawy. Powieść historyczna z końca XVIII w. (1879)
- Księżniczka z Minsterberga. Powieść historyczna z XIV wieku (1880);
- Za grzechy krwi. Powieść (1880);
- Bitwa pod Raszynem (1881);
- Płowce: powieść historyczna z XIV w. (1884);
- Chamska dusza. Powieść z XVIII w. (1885 Gazeta Kielecka, 1904 wydanie książkowe);
- Strachy w zamczysku (1886 Tygodnik Chwila, wydanie książkowe 2024[20])
- Król Krak i królewna Wanda. Opowiadanie przedhistoryczne (1887);
- Ostatnie chwile powstania styczniowego. Na podstawie autentycznych źródeł (4 tomy; 1887-88);
- Lelum-Polelum. Opowiadanie historyczne z X wieku (1888);
- Myszy króla Popiela. Opowiadanie przedhistoryczne (1888);
- Polacy w Hiszpanii 1808-12 (1888);
- Stan trzeci. Powieść historyczna z czasów Sejmu Czteroletniego (1889)
- Chrobry (1890);
- Czarny rycerz. Opowiadanie historyczne z XI wieku (1890);
- Trupieniec (1890);
- Ślady na śniegu (1891 Przegląd Tygodniowy, wyd. książkowe 2024)
- Historia dwóch lat: 1861–1862 (1893)
- Historya Franka i Frankistów (1893);
- Rycerz Mora. Powieść z czasów pierwszego najazdu szwedzkiego (1897);
- Madejowe łoże. Opowiadanie historyczne z XI w. (1897);
- Widmo Ibrahima. Powieść na tle historycznym z czasów Michała Korybuta (1899; wznowienie 2024)
- Szwoleżer Stach. Powieść z początku naszego wieku (1900);
- Młodzi gwardziści. Powieść z oblężenia Warszawy przez Prusaków w 1794 r. (Wyd. jako Czterej gwardziści 1901; Młodzi gwardziści od 1909)[2];
- Historia sześciu miesięcy. Ustęp z dziejów 1862 r. (1901);
- Krwawi. Powieść neapolitańska z niedalekiej przeszłości (1901);
- Przygody Adamka. Powieść historyczna dla młodzieży (1901);
- Szwedzi w Warszawie (1901);
- Na San Domingo. Opowiadanie legionisty z początków XIX w. (1902);
- Upiory. Powieść z 1863 r. (1902);
- Austryjacy w Warszawie. Powieść z czasów Księstwa Warszawskiego (1903);
- Noc styczniowa z 22 na 23 stycznia. Powieść z moskiewskiej niewoli (1903);
- Było to pod Jeną. Opowiadanie legionisty (1904);
- Olszynka Grochowska. Powieść osnuta na tle 1831 r. (1906)
- Adiutant naczelnego wodza. Powieść z 1831 r. (1907)
- Namioty wezyra: Wydarzenia związane z wyprawą Sobieskiego pod Wiedeń (bez daty, 2. wydanie 1907)[2]
- Racławice. Powieść historyczna (1907);
- Grom maciejowicki. Powieść historyczna z 1794 r. (1908);
- Pod Stoczkiem. Powieść z 1831 r. (1908);
- Reduta Woli. Powieść historyczna dla młodzieży z 1831 r. (1908);
- Młody konfederat barski. Powieść historyczna dla młodzieży (1909);
- Berezyna czyli Córka trzeciego pułku. Powieść historyczna dla młodzieży z 1812 roku (1910)
- Grunwald. Powieść historyczna dla młodzieży (1910; wiele wznowień);
- Berek pod Kockiem. Powieść historyczna dla młodzieży (1911);
- Jak Prusacy uciekali z Warszawy. Powieść historyczna dla młodzieży z początków przeszłego wieku (1911);
- Cień. Powieść sprzed stu lat (1912, Nowości ilustrowane, wydanie książkowe 2023) – romans kryminalny z czasów Księstwa Warszawskiego
- Zdobycie Sandomierza. Opowiadanie historyczne z r. 1809 (1912);
- Rycerze barscy (2 tomy; 1912);
- Rok krwi i niedoli: 1812. Opowiadanie dziadunia (1913);
- Rycerz bez skazy i trwogi (Książę Józef). Powieść sprzed stu laty (1913) – wyd. później jako Rycerz bez skazy: powieść historyczna (1934)[21] lub Książę Józef Poniatowski - rycerz bez skazy (2025)[22]

### Powieści kryminalne
- Noc z 3 na 4 grudnia (1875, Gazeta Toruńska, wydanie książkowe 2016[23])
- Liść akacji (1876, Gazeta Kielecka, wydanie książkowe 2016[24])
- Czerwona skrzynia (1877, Gazeta Kielecka, wydanie książkowe 2016[25])
- Rubin wezyrski (1880, wydanie książkowe 2017[26]);
- Krew nie wietrzeje (1881, pod pseud. Żelisław Krzywda, Wędrowiec, wydanie książkowe 2023[8])
- Kwiat agawy (1882, Gazeta Kielecka; wydanie książkowe 2023)
- Szkielet w domu (1887, Gazeta Kielecka, wydanie książkowe 2016[27])
- Szkielet na Lesznie (1891, "Dziennik dla wszystkich", wydanie książkowe 2016[28][29])
- Widmo na Kanonii (1891, wznowiona w 2 tomach 2017[30][31])
- Tajemnicza zagadka (1891 jako Mnisze skarby w Gazecie Kieleckiej; 1893, "Dziennik dla wszystkich i anonsowy", wydanie książkowe 2016[32])
- W Lasku Bielańskim (1900-01, "Ziarno", wydanie książkowe 2016[33])

### Powieści pozostałe
- Hinda powieść debiutancka – romans (1869)[34];
- Na mogile. Powieść z niedalekiej przeszłości (1873);
- Na partykularzu. Powieść współczesna (1873);
- Życie za marzenie (1873);
- Bicz korali (1879 Biesiada literacka, wyd. książkowe 1912);
- O cześć ojcowską (1879);
- Magdalena (1883);
- Marznące fale (1886 Chwila, wyd. książkowe 1896);
- Na oceanie spokojnym. Powieść dla młodzieży (1897);
- Mgławica (1904 Gazeta Warszawska, wyd. książkowe 1912)[2];
- Męty. Powieść warszawska (1906);
- Czerwona mara (1911 Nowości ilustrowane)[a]

### Publicystyka
- Włościanie u nas i gdzieindziej (1881; razem z Elizą Orzeszkową);
- Stara i młoda prasa. Przyczynek do historii literatury ojczystej 1866–1872. Kartki ze wspomnień Eksdziennikarza (1896);
- Z przeszłości Warszawy. Z historii Warszawy (1899–1902);
- Przyczyny upadku Polski. Zarys historyczny (1910)
- Dzieje 1863 roku (1897)

Lista powieści historycznych oraz pozostałych przygotowana za: Walery Przyborowski. Bibliografia podmiotowo-przedmiotowa, Radom 1993.